# Островский, Дмитрий Сергеевич
Дми́трий Серге́евич Остро́вский (укр. Дмитро Сергійович Островський; род. 5 марта 1987, Хмельницкий) — украинский легкоатлет, специалист по бегу на короткие дистанции. Выступал на профессиональном уровне в 2004—2014 годах, чемпионат Украины на дистанции 400 метров в помещении и на открытом стадионе, призёр командного чемпионата Европы, участник ряда крупных международных стартов. Мастер спорта Украины международного класса.

## Биография
Дмитрий Островский родился 5 марта 1987 года в Хмельницком, Украинская ССР. Занимался лёгкой атлетикой под руководством тренера А. Новикова, выступал за Министерство образования и науки Украины.
Первого серьёзного успеха добился в сезоне 2004 года, когда в беге на 200 метров выиграл бронзовую медаль на чемпионате Украины в Ялте.
В 2005 году в той же дисциплине стал третьим на зимнем чемпионате Украины в Сумах и вторым на летнем чемпионате Украины в Киеве. Попав в состав украинской сборной, выступил на юниорском европейском первенстве в Каунасе, где занял пятое место на дистанции 200 метров и в эстафете 4 × 400 метров.
В 2006 году выиграл Кубок Украины в Ялте, стал лучшим на чемпионате Украины среди юниоров, стартовал на юниорском мировом первенстве в Пекине, где в финале 200 метров финишировал первым, но был дисквалифицирован за заступ на чужую беговую дорожку.
В 2007 году бежал 200 метров на молодёжном европейском первенстве в Дебрецене, в финал не вышел.
В 2008 году отметился выступлением в шведской эстафете на Кубке Европы в помещении в Москве.
В 2009 году в беге на 200 метров занял шестое место на молодёжном европейском первенстве в Каунасе и на командном чемпионате Европы в Лейрии.
На чемпионате Украины 2010 года в Донецке превзошёл всех соперников в беге на 400 метров и завоевал бронзовую награду. Принимал участие в чемпионате Европы в Барселоне — в дисциплине 400 метров дошёл до стадии полуфиналов, тогда как в эстафете 4 × 400 метров остановился на предварительном квалификационном этапе. Также в этом сезоне в эстафете 4 × 400 метров стал третьим на командном чемпионате Европы в Бергене.
В 2011 году на дистанции 400 метров выиграл зимний чемпионат Украины в Сумах, дошёл до полуфинала на чемпионате Европы в помещении в Париже.
Завершил спортивную карьеру по окончании сезона 2014 года.
За выдающиеся спортивные достижения удостоен почётного звания «Мастер спорта Украины международного класса».
В 2015 году окончил Каменец-Подольский национальный университет имени Ивана Огиенко.